# Кеннеди, Кэролайн
Кэрола́йн Бувье́ Ке́ннеди (англ. Caroline Bouvier Kennedy, род. 27 ноября 1957) — американская писательница, политик и адвокат. Дочь Джона и Жаклин Кеннеди.

## Биография
Родилась в 1957 году в Нью-Йорке. Своё имя она получила в честь своей тёти, Кэролайн Ли Бувье. Будучи дочерью президента США, с февраля 1961 года жила вместе со своей семьёй в Белом доме. В ноябре 1963 года, когда её отец был застрелен в Далласе, девочке было всего шесть лет без пяти дней. После трагических событий её семья обосновалась в манхэттенском квартале Верхний Ист-Сайд. Кеннеди окончила Рэдклиф колледж при Гарвардском университете и вскоре поступила на работу в Метрополитен-музей. В 1988 году Колумбийским университетом ей была присвоена степень доктора юридических наук.

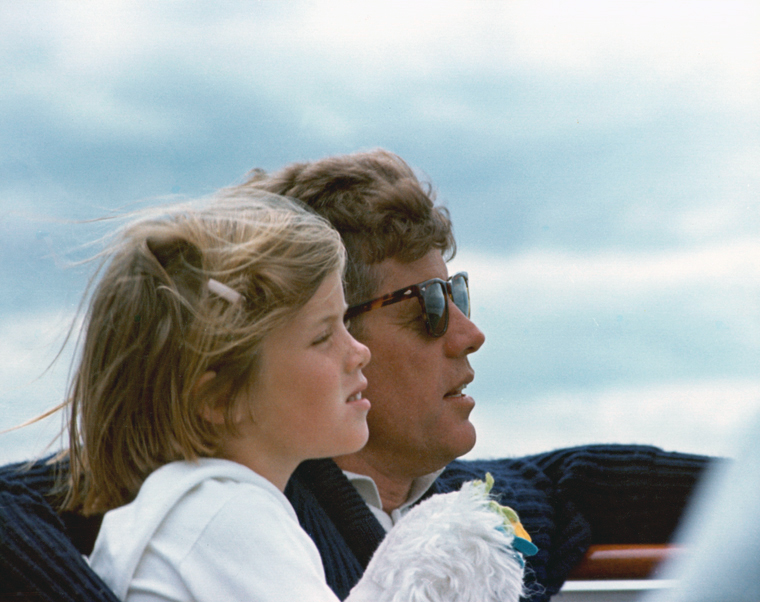
Кэролайн вместе с отцом Джоном Кеннеди, август 1963 года

Во время учёбы в Гарварде, Кеннеди увлеклась фотографией, и даже работала помощником фотокорреспондента на Олимпийских играх 1976 года в Инсбруке. Однако основная деятельность Кеннеди связана с юриспруденцией, политикой и благотворительностью. В 1989 году Кеннеди вместе с другими членами семьи выступила организатором премии «Профиль мужества» (англ. Profile in Courage Award). С 2002 по 2004 год она работала директором Управления стратегического партнёрства департамента образования Нью-Йорка. В настоящее время она также занимает кресло президента Библиотеки Джона Кеннеди. Кеннеди вместе с Эллен Альдерман выступила автором двух книг на тему гражданских свобод.
В 2008 году Кеннеди поддержала кандидатуру Барака Обамы на президентских выборах и активно участвовала в его предвыборной кампании. В 2009 году она претендовала на место в Сенате от штата Нью-Йорк, освободившееся Хиллари Клинтон (ушедшей на пост госсекретаря), однако позднее сняла свою кандидатуру, сославшись на личные причины. Место же Клинтон заняла Кирстен Джиллибранд.

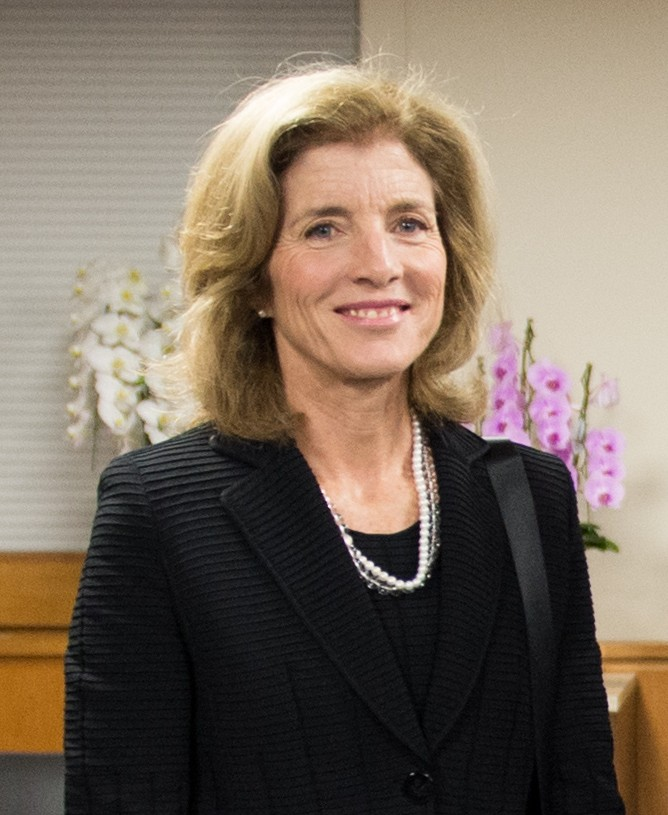
Кеннеди в октябре 2014 года.

Летом 2013 года была назначена послом США в Японии. Данное назначение вызвало критику со стороны кандидата в президенты США Дональда Трампа, который в августе 2015 года заявил, что Кеннеди получила этот пост только благодаря своим связям и потому, что она попросила назначить её на эту должность.
15 декабря 2021 года президент Джо Байден выдвинул кандидатуру Кеннеди на должность посла США в Австралии. 7 апреля 2022 года состоялись слушания по её кандидатуре в Комитете Сената по международным отношениям. 4 мая 2022 года Комитет положительно отозвался о её выступлении в Сенате. 5 мая 2022 года её кандидатура была утверждена Сенатом путём голосования. 10 июня 2022 года Кеннеди была официально приведена к присяге. 25 июля 2022 года она вручила верительные грамоты генерал-губернатору Дэвиду Хёрли.

## Личная жизнь
Кэролайн — единственная ныне живущая из детей четы Кеннеди. Её младший брат, Джон, погиб в 1999 году. Другой её брат, Патрик, умер спустя всего два дня после преждевременного рождения 9 августа 1963 года. Немного раннее, до рождения Кэролайн появилась на свет мертворождённая сестра Арабелла. 
С 1986 года Кэролайн замужем за Эдвином Шлоссбергом. У пары трое детей.